# 香港浸會大學學生會
香港浸會大學學生會（簡稱：浸大學生會）是代表香港浸會大學全體全日制本科生、副學士生的唯一組織。本著民主自治精神，促進同學德、智、體、群四育，鼓勵同學關心社會﹑認識世界、爭取同學應得的福利與權益、促進大學發展，以及提高大學聲譽，與校方一道為爭取大學應得之地位。凡取得香港浸會大學學籍的全日制學生，而又曾繳交基金及每年會費者，均為本會基本會員，可出席所有本會舉行的會議，並於選舉時享有提名、和議及投票等權利，也可享用學生會之福利、設施及參與活動。
學生會最高權力機關為會員大會及全民投票，兩者閉會期間由聯席會議處理緊急而重大之事務。中央常設架構為四權分立，由幹事會、評議會、仲議會和編輯委員會分別掌管行政、監察、司法及刊物出版之權力。首任會長是冼定國，現任會長為陳詩穎，對外代表浸大學生會。除中央架構外，浸大學生會轄下共有63個註冊組織，包括22個學科學會、4個宿生會以及37個附屬組織，為同學提供不同類型的服務。 
香港浸會大學學生會曾為香港專上學生聯會（學聯）的正式成員。2015年4月23日，學生會舉行全民投票表決退聯而獲得通過，成為第三個退出學聯的院校學生會。退出學聯後，浸大學生會仍與其他院校學生會保持定期對話，一同關注社會事務，爭取民主的政治制度和建設公義社會。

## 歷史
1968年1月，《浸會學生報》創刊。11月，「香港浸會書院學生聯會」易名為「香港浸會書院學生會」。
1969年5月，文學院同學為紀念「五四運動」舉辦一連串活動，但屢遇波折，座談會因講者臨時缺席而延期，後來得知是校方個別人士以此活動含政治意味而通知講者不要出席。此事引起學生強烈不滿，學生會亦介入交涉，文學院五四運動籌委會又發表聲明澄清。同年學生會及十三系會同學聯會反對學校加學費，最終校方同意減收十元。
1970年5月27日，學生會舉行靜坐，抗議校方增收學費，六百名同學響應。
1974年9月，學苑、中大、浸會及理工四份學生報協議合辦「新中國專輯」，惟在處理三篇稿件上意見不合，互相指責帶有政治偏見，合作告吹。
1977年，校方要求學生會修章，否則會禁制其活動，遭到學生強烈反對。校方後來藉著學生集會的手續問題，開除了七名學生會負責同學，又發信警告十五位同學（包括一名根本不在場的女同學），結果激發歷時半年的衝突。一千七百多位同學簽名反對校方的做法，許多家長及世界各地的華僑學生組織聯合質詢校方。翌年，該七名同學獲准復學。
1985年，學生會放棄在學界基本法諮委選舉中投票，認為選舉時間過於短促（十三天內進行整個選舉程序），無法貫徹民主精神，更可能被一班參與學界關注基本法聯席會議的同學所壟斷。
1992年，學生會舉行「升格與改名」簽名運動，超過三千名同學支持。國事學會壁佈板貼上涉嫌誹謗的匿名打油詩，遭一名職員起訴。由於國事學會非為法人團體，因此轉訴浸會學院及國事學會會長。校方在學生事務委員會上，提議由校方覆檢所有學生刊物、大字報、海報等，引起校園激辯言論自由和文責自負的問題，建議因學生反對而作罷。
1993年，學生會問卷調查（收回一千九百份問卷，回應率達六成四）顯示，八成同學支持「香港浸會大學」為校名，六成同意取消非主修必修科如宗教科目。學生會為學校正名一事，在簽名運動中提出四項要求：一、檢討非主修的必修課程安排；二、檢討強迫同學出席學生活動的制度；三、遷調民主牆；四、在校董會、教務會議中加入學生議席。
1995年，學生會擬脫離校方獨立註冊，礙於財政帳目不清，進程受阻。
1997年，特區行政長官辦公室公佈《公民自由和社會秩序諮詢文件》，學生會發表聲明，批評該文件侵犯基本人權。11月底國殤之柱移至浸大展覽。
2003年，學生會與校方向教統局提出有關削資的意見。
2004年，學生會主辦網上《浸大人如何看浸大》問卷調查，成功收回問卷2,137份。學生會及其他學生組織合辦籌款週及名為「食貴」的晚宴，為校方籌得超過港幣8萬元。同年，學生會通過全民投票修改會章，通過學生會獨立議案，並將於零五年三月一日正式向政府註冊，成為法人。通過學生會架構由幹事會、代表會的兩權分立重組為幹事會、評議會及仲議會的三權分立制度。籌備成立獨立的編輯委員會，以便更有效地發揮傳媒的監察功能。6月學生會會長陳啟駿由於不滿校方在珠海建分校一事上從未諮詢學生意見，於校董會中離席表示不滿及遺憾。
2005年3月1日，學生會正式完成架構重組，由以往的幹事會、代表會兩權改為幹事會、評議會及仲議會三權分立，另設一傳媒監察機構編緝委員會。此外，學生會亦於同期正式脫離學生事務處向政府註冊成為法人。
2014年2月下旬至3月上旬，學生會進行全民投票，就「由2017年起，香港特別行政區行政長官選舉的提名委員會 成員須由一人一票而票值均等的選舉產生」，及「由2017年起，香港特別行政區行政長官選舉必須接受公民提名方式提名參選人」進行表決，得到大多數的贊成票而獲得通過，成為學生會在香港政制發展議題上的立場。9月，學生會響應香港專上學生聯會發起為期一星期的大專生罷課運動，迫使政府正視港人追求真普選的訴求；其後因得不到政府回應，部份罷課學生衝入政府總部前的公民廣場而被警方拘捕，被捕者包括時任學生會會長陳天俊及副會長王瀚樑，此舉激發大批市民與學生到金鐘聲援及佔領，罷課運動發展成長達數月的雨傘運動 ，運動期間，學生會、浸大關社、快樂地、BUTV等各個校內組織、學會、宿生會全力支援佔領運動，又在校內發起物資收集，為佔領區提供後勤補給。
2015年3月，校長陳新滋教授批評雨傘運動， 又呼籲學生要「看清形勢」、不要反對人大八三一決定，不但漠視同學的訴求，更勸喻港人向中共獨裁政權低頭，此舉引起大部份同學的不滿。學生會其後發起聯署，批評陳新滋已失去「禮義廉恥」， 因此「從今以後再不以校長之名相稱，直至能省悟前非」，幹事會同時發動同學到校長室門前要求對話，並把反對口號貼滿校長室的所屬樓層。
2015年9月4日，評議會通過委任第七名仲裁員，出缺多年的仲議會因符合仲裁員人數要求而正式成立，在浸大學生會獨立十周年的時刻確立四權分立的學生自治制度，成為學生會近半世紀發展史上的里程碑。
2016年2月23日，學生會經全民投票表決，大比數通過要求廢除特首必然校監制、增加校內民選校董等議案。
2016年11月23日，學生會抗議浸大食坊獲續約，於浸大食坊舉行抗議活動，並向膳食附屬委員會主席麥勁生教授遞交公開信，促校方「撤回續約決定」、「決策公開透明」。學生會成員以食蟲抗議，並高叫口號「拒絕劣食，踢走蟲can」。
2017年2月9日，由於住返浸大校園的25M(S)專線小巴提出加價，由4.5元加至4.7元，浸大師生認為加價不合理，又認為校方沒為同學向署方反映意見，學生會舉行「校巴日」，以抗議運輸署放任加價。當日浸大學生會提供兩條循環線，往返九龍塘站及浸會大學新校（逸夫校園及浸會大學道校園）和舊校（善衡校園），同學上車前須出示學生證方可免費乘搭校巴。而學生會將在各車站豎立會旗或設置等車告示，以供同學識別等車位置。
2017年2月18日，編輯委員會於週年大選諮詢大會指學生會幹事會候選內閣「壑鈺」有成員疑為共青團員，同日「壑鈺」發聲明，表示因其閣員之一疑似為中國共青團成員，為免該閣員當選，決定內閣全部13名成員退選。若學生會四大架構中有兩個架構懸空，學生會兩架構會面瀕「斷莊」。
2019年3月，第五十二屆幹事會候選內閣「千鵠」於第五十一屆周年大選（補選）中成功當選，並於3月23日正式上任，會長為方仲賢。同時仲議會經從缺一年後亦正式重新組成，首席仲裁員為鄭冠聰。
2023年4月17日，浸會大學稱接到匿名電郵，指已在3月31日卸任第五十五屆臨時行政委員會所發報的卸任感言中含有仇恨言論。校方在4月17日約見第五十五屆臨時行政委員會全體5位成員，在無披露投訴信內容、欠缺審訊下，直接宣告罰則，並發信譴責他們。校方決定直接處罰5名成員，要他們提交600字悔過書，又禁止他們參與校政權利至2024年8月31日，為期16個月，並要完成國安法測驗。其後，第五十五屆臨時行政委員會指臨行委成員在任內恪盡職守，但本應站在學生一方的大學校方，選擇以「莫須有」的罪名打壓學生會，令人痛心憤慨。同日，浸會大學稱接到匿名電郵關於內閣「滄溟」的投訴，涉及學生會在網上平台所發表的政綱、年度計劃書及財政預算，校方稱「部份對過去事件的描述，出現誇大、缺乏事實根據及偏頗的情況，並不符合社會的標準和價值觀」，認為有關投訴成立，並會對學生會成員紀律處分。學生會指校方並無給予作出公開澄清或回應的機會，促請校方給予合理解釋，重申學生會競選政綱所引用的資料絕非誇大或缺乏事實根據，均為客觀事實。5月9日，學生會「滄溟」發聲明宣布，指自4月收到校方的紀律處分以來，幹事會全體成員均被懲處，每人須撰寫600字悔過書和參與國安法測試，其中4位成員包括幹事長、內務副幹事長、外務副幹事長及外務秘書更被即時剝奪參與校政權利至2024年8月31日，為期16個月。惟學生事務處仍然拒絕披露調查報告，認為在校方粗暴無理之懲處下，本會無法參與校務會議、預約學校場地等，失去參與校內事務之權利，難以維持日常運作，故全體成員決定請辭，辭職獲評議會通過後幹事會將隨即解散。其後，4名成員向校方上訴紀律處分一事，組成「聯合上訴平台」。
2023年5月19日，由前學生會成員包括前幹事長、前內務副幹事長、前外務副幹事長及前外務秘書組成的「聯合上訴平台」，在社交平台發布一段錄音，稱在4月17日幹事會成員與校方會面中，一位「浸大高層」對學生的發言。「浸大高層」錄音內容如下：「你哋可以有好多抗爭，但你記住一樣嘢，你做乜都好，你打我一拳，我一定踢返你一腳。咁搞落去學生會就好慘，當然我都好慘。」據了解，涉事的浸大教職員為學生事務處輔導長霍廣賢。平台續指，學生會的宗旨從來不與校方對抗或「打學校高層一拳」，幹事會成員在請辭前，一直盡忠職守，亦努力與校方保持合作關係。前學生會成員質疑，該「浸大高層」身為教職員，竟對學生作出言語恐嚇，言行並不符合社會的標準和價值觀，有違文明社會的基本觀念，亦違背大學辦學宗旨，對於該高層言論感到痛心和遺憾，冀外界分清誰是真正違反「社會標準」的言論。對於涉事「浸大高層」有否違反教職員操守，浸大回覆稱，知悉網上流傳一段聲稱屬於「大學職員」講話的錄音，若有任何人士對「大學職員」的操守有疑問，可循校方的機制提出投訴，校方會按程序處理。
2023年5月26日，因應學生會幹事會「滄溟」日前全體成員決定請辭。學生會評議會根據《會章》18.4 「臨時行政委員會須直接向評議會負責。臨時行政委員會須於評議會會議內委任。」，在第五十六屆周年大會（去屆事項）通過「審核及委任第五十六屆臨時行政委員會成員改組事宜」，以維持學生會之日常運作，直至新任幹事會產生或另行通知，時任臨時行政委員會主席為「滄溟」原內務秘書林巧兒。
2023年7月5日，警方表示在本日接獲一名女子報案，為時任臨時行政委員會主席林巧兒，指浸大學生會所屬兩個銀行戶口被人私下轉帳約80萬元至另一個銀行戶口，懷疑款項被人盜用。案件交由九龍城警區刑事調查隊第二隊跟進。人員經深入調查後，於7月6日拘捕一名23歲姓姚男子，為前臨時行政委員會財務委員姚希縉，涉嫌「以欺騙手段取得財產」。該名男子已被暫控兩項「以欺騙手段取得財產」罪，案件已於7月7日在九龍城裁判法院提堂，並將於10月30日在九龍城裁判法院提訊。姚涉嫌於2023年2月20日向學生會行政助理訛稱需要30萬元作活動開支，之後2023年4月28日再度以相同理由訛稱需要50萬元，因而先後獲得兩張支票，騙取學生會合共80萬元，被控兩項「以欺騙手段取得財產」罪，案件在10月30日於九龍城裁判法院提堂，暫毋須答辯，控方申請押後至明年1月3日再提堂。
2023年7月18日，由前學生會成員包括前幹事長、前內務副幹事長、前外務副幹事長及前外務秘書組成的「聯合上訴平台」指，校方要求四人撰寫一份「自我陳述」，講述公開「浸大高層」錄音一事上的角色、參與度等資料以「協助調查」。2023年10月24日，校方表示，就4月17日學生在與校方會議中，於未有知會其他與會者的情況下自行錄音，並把個別人士的講話節錄公開發佈，浸大已完成對涉事學生的紀律程序，並通知相關學生有關的懲處決定；前內務副幹事長被罰 80 小時校內服務、前外務秘書被罰停學一學期、前幹事長及前外務副幹事長被罰停學一年，將於下學期生效。被罰停學之3名學生，在停學期間，要見學校心理輔導員，定期提交「反思日記」（reflective journal）。另外，四人須在收到懲處結果後14個工作日內，向「特定的受影響人士（specified affected persons）」撰寫電郵道歉。由於學生紀律程序涉及私隱，校方不會評論個別個案的詳情。浸大重申，各成員必須時刻恪守道德標準，並遵守相關行為守則；校方期望學生尊重文明社會的基本信念，明白誠信和負責任的重要性。而「浸大高層」發言者的身份，以及有否就此事收到任何對大學職員操守的投訴，浸大未正面回應，僅重申若有任何人士對大學成員的操守有疑問，可循校方的機制提出投訴，校方會按程序處理。
2023年9月28日，前學生會外務副幹事長戴嘉平、前臨時行政委員委員梁兆玉及一名浸大學生，於校園進行雨傘運動9周年默站紀念活動，計劃在校內派黃絲帶，提醒學生勿忘「社運史上這個重要的日子」。他們身上貼了多條黃絲帶，還貼有中、英、韓文標語的白紙，上面寫有「學校唔畀派，你願意拎嗎？」、「Freedom is NOT Free. People sacrifice & paid（自由不是免費的。人們犧性和付出過。）」等字眼，而活動僅5分鐘即被4至5名教職員與保安包圍。3名學生要求校方負責人解釋，為何不能默站。一名校方負責人指，有關學生行為不尊重學校 officer，稱「留返紀律委員會解釋」。該名負責人指學生「搞大龍鳳」，又阻止記者拍攝，該名職員為浸大學生事務處輔導長霍廣賢。3名學生其後被職員帶走，前學生會外務副幹事長透露當時教職員聯同保安阻止他們，並帶他們到一間房間近2小時，恐嚇默站行為已「違法」，學生要求職員解釋他們「違了甚麼規，犯了甚麼法」，職員不容許他們發問，並稱「有說話便跟紀律委員會解釋，再問的話，便告多你一條罪，不尊重學校職員」，最後要求他們簽保密協定。其亦透露早於前一日校方已派人跟他們聯絡，勸喻他們不要在校內派黃絲帶，他們改以默站形式，怎料翌日連默站也被驅趕。浸大回覆傳媒指，大學就所有使用校園場地舉辦的活動一貫有清晰的條例和指引，如果學生舉辦活動，「必須按程序於活動前提出申請，並提供確實的活動內容資料。」如有學生違反規定，大學會採取適當行動，包括要求中止有關活動繼續進行，及有需要時採取紀律行動。
2023年10月19日，學生會評議會舉行第三次常務會議，經過投票後通過遺憾第五十六屆臨時行政委員會全體成員，指第五十六屆臨時行政委員會在任內工作表現欠佳，多次遲交會議文件，阻礙評議會之行政工作。經討論後，與會評議員認為評議會不應姑息這種行為，故提出遺憾動議。同時，時任臨時行政委員會主席（兼任署理會長）林巧兒向評議會提出請辭，指自己因私人問題無法繼續擔任臨時行政委員會主席及學生會署理會長一職。於時任臨時行政委員會主席（兼任署理會長）林巧兒請辭後，學生會評議會根據《會章》18.8「若臨時行政委員會人數不足四人，或必然職位出缺，其須向評議會提交重組方案，並於評議會會議上通過委任。」，在第三次常務會議（續會）中通過「審核及通過第五十六屆臨時行政委員會重組事宜」，以維持學生會之日常運作，直至新任幹事會產生或另行通知，時任臨時行政委員會主席為「滄溟」原福利幹事及前臨時行政委員會副主席翁碧淇。

## 歷屆學生會主要成員
| 屆期（年份）     | 評議會主席                      | 幹事長(兼任會長)                             | 總編輯         | 首席仲裁員      |
| ---------------- | ------------------------------- | -------------------------------------------- | -------------- | --------------- |
| 01（1968－69）   |                                 | 冼定國                                       |                |                 |
| 02（1969－70）   |                                 | 吳繼韻                                       |                |                 |
| 03（1970－71）   |                                 | 吳清旭                                       |                |                 |
| 04（1971－72）   |                                 | 梁國輝                                       |                |                 |
| 05（1972－73）   |                                 | 陳慶生                                       |                |                 |
| 06（1973－74）   |                                 | 吳德恆                                       |                |                 |
| 07（1974－75）   |                                 | 梁家永                                       |                |                 |
| 08（1975－76）   |                                 | 陳德忠                                       |                |                 |
| 09（1976－77）   |                                 | 廖汝成                                       |                |                 |
| 10（1977－78）   |                                 | 潘國德                                       |                |                 |
| 11（1978－79）   |                                 | 侯叔祺                                       |                |                 |
| 12（1979－80）   |                                 | 楊玉芬                                       |                |                 |
| 13（1980－81）   |                                 | 陳小青                                       |                |                 |
| 14（1981－82）   |                                 | 梁健文                                       |                |                 |
| 15（1982－83）   |                                 | 范俊傑                                       |                |                 |
| 16（1983－84）   |                                 | 曾廣源                                       |                |                 |
| 17（1984－85）   |                                 | 劉家康                                       |                |                 |
| 18（1985－86）   |                                 | 李小強                                       |                |                 |
| 19（1986－87）   |                                 | 劉鳳珍                                       |                |                 |
| 20（1987－88）   |                                 | 嚴啟龍                                       |                |                 |
| 21（1988－89）   |                                 | 陳高淩                                       |                |                 |
| 22（1989－90）   |                                 | 尹銳森                                       |                |                 |
| 23（1990－91）   |                                 | 吳天池                                       |                |                 |
| 24（1991－92）   |                                 | 丁穎彥                                       |                |                 |
| 25（1992－93）   |                                 | 楊俊                                         |                |                 |
| 26（1993－94）   |                                 | 曾國豐                                       |                |                 |
| 27（1994－95）   |                                 | 陳偉豪                                       |                |                 |
| 28（1995－96）   |                                 | 宋治德                                       |                |                 |
| 29（1996－97）   |                                 | 許小東                                       |                |                 |
| 30（1997－98）   |                                 | 梁賢進                                       |                |                 |
| 31（1998－99）   |                                 | 葉耀邦                                       |                |                 |
| 32（1999－2000） |                                 | 蕭嘉欣                                       |                |                 |
| 33（2000－01）   |                                 | 李文瀚（臨政）                               |                |                 |
| 34（2001－02）   |                                 | 關志江                                       |                |                 |
| 35（2002－03）   |                                 | 陳永聯                                       |                |                 |
| 36（2003－04）   |                                 | 陳富賢                                       |                |                 |
| 37（2004－05）   |                                 | 陳啟駿                                       |                |                 |
| 38（2005－06）   |                                 | 潘龍海                                       |                |                 |
| 39（2006－07）   | 梁錦威（普選）                  | 梁錦威（署理）                               | 劉芷惠         |                 |
| 40（2007－08）   |                                 | 陳贏豪                                       | 陳志軍         |                 |
| 41（2008－09）   | 林兆榮（委任）                  | 葉楚茵                                       | 李漢基         |                 |
| 42（2009－10）   | 李漢基（委任）                  | 葉楚茵（署理）                               | 陳錦銘         |                 |
| 43（2010－11）   | 陳錦銘（委任）                  | 呂偉林                                       | 胡凱淇         |                 |
| 44（2011－12）   | 吳迺匡（普選）                  | 楊益強                                       | 文皓心         |                 |
| 45（2012 －13）  | 陳光健（委任）                  | 黃學勤                                       | 林穎欣         |                 |
| 46（2013－14）   | 黃學勤（委任）                  | 馮靖汶                                       | 麥智軒         |                 |
| 47（2014－15）   | 馮靖汶（普選） → 麥智軒（委任） | 黃學勤（署理） → 陳天俊                      | 陳顥泓         |                 |
| 48（2015－16）   | 譚家浚（普選） → 麥智軒（委任） | 陳思豪                                       | 曾健鋒         | 劉睿翹          |
| 49（2016－17）   | 陳顥泓（委任）                  | 陳天俊（署理） → 黃浚軒                      | 鍾梓儀         | 劉睿翹 → 曾穎琪 |
| 50（2017－18）   | 黃俊軒                          | 劉子頎                                       | 何浩賢（臨時） | 曾穎琪          |
| 51（2018－19）   | 雷樂希                          | 雷樂希（署理）                               | 張滌新         |                 |
| 52（2019－20）   | 雷樂希                          | 方仲賢                                       | 王裕鑫（臨時） | 鄭冠聰          |
| 53（2020－21）   | 周頌天                          | 方仲賢（署理）                               | 王兆基         | 林圻燊          |
| 54（2021－22）   | 陳顥泓（委任） → 張月華（委任） | 陳詩穎（署理）                               | 高穎琳         | 鄧皓禧          |
| 55（2022-2023）  | 鄭禧慧                          | 郭朗峰（署理）                               | （出缺）       | 黃家曦          |
| 56（2023-2024）  | 周嘉怡                          | 許雯珣 → 林巧兒（署理） → 翁碧淇（臨委主席） | （出缺）       | 劉展鵬          |

## 幹事會
幹事會為最高行政機關，負責處理日常事務及行政工作。幹事會下轄受薪職員，負責處理文書工作及福利合作社之事務。
| 屆期 | 閣名                                                                              | 幹事長 （兼任署理會長）              | 內務副幹事長                         | 外務副幹事長                         | 內務秘書                             | 外務秘書                             | 財政秘書                             | 校政秘書                             | 福利幹事                             | 時事幹事                             | 公關幹事                             | 宣傳及出版幹事                       | 體育及康樂幹事                       | 資訊科技幹事                         | 常務幹事                             |
| ---- | --------------------------------------------------------------------------------- | ------------------------------------ | ------------------------------------ | ------------------------------------ | ------------------------------------ | ------------------------------------ | ------------------------------------ | ------------------------------------ | ------------------------------------ | ------------------------------------ | ------------------------------------ | ------------------------------------ | ------------------------------------ | ------------------------------------ | ------------------------------------ |
| 44   | 破曉                                                                              | 楊益強                               | 胡翰棠                               | 陳泳彤                               | 肖遠晴                               | 傅婧                                 | 宋珈瑋                               | 出缺                                 | 李嘉祈                               | 出缺                                 | 鄭文琬                               | 出缺                                 | 韋澤豐(康樂)                         | 吳景裕                               | 出缺                                 |
| 45   | 煌                                                                                | 黃學勤                               | 劉永健                               | 黃致韶                               | 劉嘉儀                               | 林妮安                               | 張旭昇                               | 田京鑫                               | 出缺                                 | 出缺                                 | 梁寶欣                               | 連嘉裕（宣傳） 孫藝佳（出版）        | 錢隆（康樂） （被罷免）              | 楊澤琛                               | 張文傑                               |
| 46   | 煜日                                                                              | 馮靖汶                               | 劉睿翹                               | 林栢健                               | 盧珮瑤                               | 邱德乾                               | 蔡希彤                               | 甘普行                               | 劉雋                                 | 梅樂軒                               | 植蔚茵                               | 何琳欣（宣傳） 馬嘉寶（出版）        | 梁惠敏（體育）                       | 林啟軒                               | 張加忻                               |
| 47   | 灝聲                                                                              | 陳天俊                               | 顧愷蔚                               | 王翰樑                               | 蕭敬文                               | 梁碧瀠                               | 陳雅雯                               | 出缺                                 | 鄺靜寧                               | 馮嘉儀                               | 袁澧林                               | 謝清秀（宣傳）                       | 梁遠褘（體育）                       | 李寅舟                               | 出缺                                 |
| 48   | 弘毅                                                                              | 陳思豪                               | 呂兆樺                               | 張崑陽                               | 劉宛昌                               | 黎施懿                               | 許卓非                               | 鄭佩琳                               | 林文俊                               | 曾穎琪                               | 陳曉彤                               | 李劻霖                               | 鍾翠珊                               | 陳顥潮 （被撤銷）                    | 曾卓晞                               |
| 49   | 牽                                                                                | 黃浚軒                               | 蔡嘉禧                               | 湯偉圓                               | 陳啓鋒                               | 胡楚穎                               | 林詠祺                               | 黎國熙                               | 曾嘉欣                               | 關俊傑                               | 出缺                                 | 梁曉心                               | 陳熙敏 龔穎琪                        | 出缺                                 | 出缺                                 |
| 50   | 壑鈺                                                                              | 劉子頎                               | 梁豪輝                               | 麥筠瑋                               | 梁嘉怡                               | 黃芷橋                               | 程浩樑                               | 張恩僑                               | 盛愉                                 | 梁浩揮                               | 狄芷茵                               | 梁曉婷 陳英豪                        | 林慧敏 馮景照                        | 出缺                                 | 莊婷欣                               |
| 51   | （此屆為臨時行政委員會，成員見下表）                                              | （此屆為臨時行政委員會，成員見下表） | （此屆為臨時行政委員會，成員見下表） | （此屆為臨時行政委員會，成員見下表） | （此屆為臨時行政委員會，成員見下表） | （此屆為臨時行政委員會，成員見下表） | （此屆為臨時行政委員會，成員見下表） | （此屆為臨時行政委員會，成員見下表） | （此屆為臨時行政委員會，成員見下表） | （此屆為臨時行政委員會，成員見下表） | （此屆為臨時行政委員會，成員見下表） | （此屆為臨時行政委員會，成員見下表） | （此屆為臨時行政委員會，成員見下表） | （此屆為臨時行政委員會，成員見下表） | （此屆為臨時行政委員會，成員見下表） |
| 52   | 千鵠                                                                              | 方仲賢                               | 林穎澤                               | 梁兆玉                               | 方嘉誠                               | 葉煒燊                               | 王沐恩                               | 郭浩欣                               | 林熙卓                               | 出缺                                 | 出缺                                 | 張巧桐 叶燕清                        | 饒博                                 | 梁智全                               | 林子慰                               |
| 53   | （此屆為臨時行政委員會，成員見下表）                                              | （此屆為臨時行政委員會，成員見下表） | （此屆為臨時行政委員會，成員見下表） | （此屆為臨時行政委員會，成員見下表） | （此屆為臨時行政委員會，成員見下表） | （此屆為臨時行政委員會，成員見下表） | （此屆為臨時行政委員會，成員見下表） | （此屆為臨時行政委員會，成員見下表） | （此屆為臨時行政委員會，成員見下表） | （此屆為臨時行政委員會，成員見下表） | （此屆為臨時行政委員會，成員見下表） | （此屆為臨時行政委員會，成員見下表） | （此屆為臨時行政委員會，成員見下表） | （此屆為臨時行政委員會，成員見下表） | （此屆為臨時行政委員會，成員見下表） |
| 54   | （此屆為臨時行政委員會，成員見下表）                                              | （此屆為臨時行政委員會，成員見下表） | （此屆為臨時行政委員會，成員見下表） | （此屆為臨時行政委員會，成員見下表） | （此屆為臨時行政委員會，成員見下表） | （此屆為臨時行政委員會，成員見下表） | （此屆為臨時行政委員會，成員見下表） | （此屆為臨時行政委員會，成員見下表） | （此屆為臨時行政委員會，成員見下表） | （此屆為臨時行政委員會，成員見下表） | （此屆為臨時行政委員會，成員見下表） | （此屆為臨時行政委員會，成員見下表） | （此屆為臨時行政委員會，成員見下表） | （此屆為臨時行政委員會，成員見下表） | （此屆為臨時行政委員會，成員見下表） |
| 55   | （此屆為臨時行政委員會，成員見下表）                                              | （此屆為臨時行政委員會，成員見下表） | （此屆為臨時行政委員會，成員見下表） | （此屆為臨時行政委員會，成員見下表） | （此屆為臨時行政委員會，成員見下表） | （此屆為臨時行政委員會，成員見下表） | （此屆為臨時行政委員會，成員見下表） | （此屆為臨時行政委員會，成員見下表） | （此屆為臨時行政委員會，成員見下表） | （此屆為臨時行政委員會，成員見下表） | （此屆為臨時行政委員會，成員見下表） | （此屆為臨時行政委員會，成員見下表） | （此屆為臨時行政委員會，成員見下表） | （此屆為臨時行政委員會，成員見下表） | （此屆為臨時行政委員會，成員見下表） |
| 56   | 滄溟                                                                              | 許雯珣                               | 梁肇鈞                               | 戴嘉平                               | 林巧兒                               | 陳逸豪                               | 陳俊暹                               | 出缺                                 | 翁碧琪                               | 出缺                                 | 出缺                                 | 出缺                                 | 出缺                                 | 出缺                                 | 出缺                                 |
| 56   | （此屆因校方禁止幹事長等4名成員參與校政而解散，由臨時行政委員會接任，成員見下表） |                                      |                                      |                                      |                                      |                                      |                                      |                                      |                                      |                                      |                                      |                                      |                                      |                                      |                                      |

臨時行政委員會維持本會必要之日常事務，並委任臨時工作委員會。其必要之日常事務，必須於第一次臨時工作委員會會議上界定及列出，並交由評議會審核。除以學生會名義發表聲明外，臨時行政委員會可處理本會之對外事務。
日常事務之內容應包括: 
1. 處理日常學生會對內及對外聯絡工作。
2. 處理學生會日常財務運作。
3. 負責學生會一般文件處理。
4. 負責學生會物資管理。
5. 負責管理福利合作社之日常運作。

| 屆期 | 主席                            | 副主席          | 秘書   | 財務委員 | 委員   | 委員   | 委員   |
| ---- | ------------------------------- | --------------- | ------ | -------- | ------ | ------ | ------ |
| 51   | 雷樂希（兼任署理會長）          | 麥筠瑋          | 黃芷橋 | 程浩樑   | 林慧敏 | 陳英豪 | 出缺   |
| 53   | 方仲賢（兼任署理會長）          | 林穎澤          | 出缺   | 王沐恩   | 梁兆玉 | 郭浩欣 | 饒博   |
| 54   | 陳詩穎（兼任署理會長）          | 郭朗峰          | 林子慰 | 姚希縉   | 方仲賢 | 梁兆玉 | 王沐恩 |
| 55   | 郭朗峰（兼任署理會長）          | 梁肇鈞          | 吳泳霖 | 姚希縉   | 梁兆玉 | 出缺   | 出缺   |
| 56   | 林巧兒（兼任署理會長） → 翁碧淇 | 翁碧琪 → 梁彧睿 | 曾嘉煒 | 陳俊暹   | 出缺   | 出缺   | 出缺   |

## 編輯委員會
編輯委員會為學生報的籌辦組織，並肩負起校園傳媒責任，直接向全體會員負責。
| 屆期 | 閣名                               | 總編輯                             | 內務副總編輯                       | 外務副總編輯                       | 執行編輯(財政)                     | 執行編輯(文書)                     | 執行編輯(採訪主任)                 | 執行編輯(公關)                     | 執行編輯(出版主任)                 | 執行編輯(美術)                     | 執行編輯                           |
| ---- | ---------------------------------- | ---------------------------------- | ---------------------------------- | ---------------------------------- | ---------------------------------- | ---------------------------------- | ---------------------------------- | ---------------------------------- | ---------------------------------- | ---------------------------------- | ---------------------------------- |
| 45   | 眾                                 | 林穎欣                             |                                    |                                    |                                    |                                    |                                    |                                    |                                    |                                    |                                    |
| 46   | 敦                                 | 麥智軒                             | 吳宛玲                             |                                    |                                    |                                    |                                    | 陳善恩                             |                                    |                                    |                                    |
| 47   | 今言                               | 陳顥泓                             | 簡志文                             | 王孝樂                             | 陳思豪                             | 陳憶文                             |                                    |                                    |                                    |                                    |                                    |
| 48   | 墨弘                               | 曾健鋒                             | 陳琬蓉                             | 劉倩                               | 羅子豐 (前任為郭俊傑)              | 鄭鈞雄                             | (出缺)                             | 梁穎端                             | 黃碧瑤                             | 羅穎怡 李穎嘉                      | 林寶珠 譚曉鈴 王逸冰               |
| 49   | 璞序                               | 鍾梓儀                             | 何浩賢                             | 周卓奇                             | 黃詠榆                             | 盧信希                             | (出缺)                             | 洪泳森                             | 馬曼清                             | 鍾汶珊 黃沁蕾                      | 吳綺倩                             |
| 50   | (此屆為臨時編輯委員會，成員見下表) | (此屆為臨時編輯委員會，成員見下表) | (此屆為臨時編輯委員會，成員見下表) | (此屆為臨時編輯委員會，成員見下表) | (此屆為臨時編輯委員會，成員見下表) | (此屆為臨時編輯委員會，成員見下表) | (此屆為臨時編輯委員會，成員見下表) | (此屆為臨時編輯委員會，成員見下表) | (此屆為臨時編輯委員會，成員見下表) | (此屆為臨時編輯委員會，成員見下表) | (此屆為臨時編輯委員會，成員見下表) |
| 51   |                                    | 張滌新                             | 王裕鑫                             | 黃梓銘                             | 李凱瑤                             | 黃慧瑜                             | (出缺)                             | 岑朗欣                             | 歐家淳                             | 何彩琳                             | 高敏清                             |
| 52   | (此屆為臨時編輯委員會，成員見下表) | (此屆為臨時編輯委員會，成員見下表) | (此屆為臨時編輯委員會，成員見下表) | (此屆為臨時編輯委員會，成員見下表) | (此屆為臨時編輯委員會，成員見下表) | (此屆為臨時編輯委員會，成員見下表) | (此屆為臨時編輯委員會，成員見下表) | (此屆為臨時編輯委員會，成員見下表) | (此屆為臨時編輯委員會，成員見下表) | (此屆為臨時編輯委員會，成員見下表) | (此屆為臨時編輯委員會，成員見下表) |
| 53   | 澔銘                               | 王兆基                             | 梁文博                             | 陳澤浩                             | 馮芍瑜                             | 陳洛蕎                             | 伍安怡                             | 吳子聰                             | 顧知桐                             | 何沛盈                             | (出缺)                             |
| 54   | 楚鳴                               | 高穎琳                             | 洪戩昊                             | 謝瑋庭                             | 巫曉珊                             | 吳詠瑩                             | 陳子煜                             | (出缺)                             | (出缺)                             | 吳詠瑩                             | (出缺)                             |

臨時編輯委員會
編輯委員會出缺時，組織臨時編輯委員會，任期至新一屆編輯委員會上任為止。臨時編輯委員會維持編輯委員會必要之日常事務，並由評議會委任臨時編輯委員會。臨時編輯委員會必要之日常事務必須於第一次臨時編輯委員會會議上界定及列出，並交由評議會審核及通過。
| 屆期 | 總編輯 | 副總編輯 | 執行編輯(財政) | 執行編輯(文書) | 執行編輯 | 執行編輯 |
| ---- | ------ | -------- | -------------- | -------------- | -------- | -------- |
| 50   | 何浩賢 | 羅子豐   | 黃詠榆         | 黃沁蕾         | 馬曼清   | 洪泳森   |
| 52   | 王裕鑫 | 黃梓銘   | 張天承         | 張曉晴         | 鄭卓伶   | /        |

## 仲議會
仲議會是學生會五權分立下的其中一權，為本會獨立及最高之司法機關，跟據會章賦予獨立司法權及詮釋權，權力僅次於聯席會議，負責處理會內一切仲裁，投訴，處分及會章詮釋事宜。
| 屆期 | 首席仲裁員 | 助理首席仲裁員 | 秘書長 | 行政委員會財政秘書 | 仲裁員 | 仲裁員 | 仲裁員 | 仲裁員 | 仲裁員 | 仲裁員 | 仲裁員 | 仲裁員 | 仲裁員 | 秘書處委員 |
| ---- | ---------- | -------------- | ------ | ------------------ | ------ | ------ | ------ | ------ | ------ | ------ | ------ | ------ | ------ | ---------- |
| 48   | 劉睿翹     | 歐文滔         | 植韻清 | /                  | 蕭敬文 | 梁遠禕 | 黃靖茹 | /      | /      | /      | /      | /      | /      | /          |
| 49   | 曾穎琪     | 周子健         | 劉倩   | /                  | 植韻清 | 呂兆樺 | 鄭佩琳 | 黎浩翔 | 梁遠禕 | 黃靖茹 | 陳琬蓉 | /      | /      | /          |
| 50   | 曾穎琪     | 周子健         | 劉倩   | /                  | 鄭冠聰 | 呂兆樺 | 鄭佩琳 | 黎浩翔 | /      | /      | /      | /      | /      | /          |
| 51   |            |                |        |                    |        |        |        |        |        |        |        |        |        |            |
| 52   | 鄭冠聰     | 司徒偉衡       | 林圻燊 | 吳卓琳             | 李卓峰 | 郭家俊 | 李采嫣 | /      | /      | /      | /      | /      | /      | /          |
| 53   | 林圻燊     | 鄧皓禧         | 黃家曦 | 葉天胤             | 錢學臻 | 吳卓琳 | 李釆嫣 | 鄭卓伶 | 楊詠鈞 | 羅凱麗 | 江金海 | 吳如心 | 郭家俊 | 容寶欣     |
| 54   | 鄧皓禧     | 黃家曦         | 容寶欣 | 馮鉦順             | 林圻燊 | 吳卓琳 | 李采嫣 | 鄭卓伶 | 楊詠鈞 | 羅凱麗 | 江金海 | 陳柳伊 | /      | /          |
| 55   | 黃家曦     | /              | 容寶欣 | 鄭卓伶             | 楊詠鈞 | 羅凱麗 | 江金海 | 陳柳伊 | /      | /      | /      | /      | /      | /          |
| 56   | 劉展鵬     | 張浩賢         | 李梓恆 | 姚柏希             | 陳卓亨 | 林碩賢 | 胡凱皓 | 劉欣   | /      | /      | /      | /      | /      | /          |

## 轄下組織

### 學科學會 (Academic Society)
（截至2021年12月22日）
- 學生會文學院學生會 (Students' Union Faculty of Arts Society)
- 學生會通識及文化研究學科學會 (Students' Union Liberal and Cultural Studies Student Society)（被凍結）
- 學生會理學院學生聯會 (Students' Union The Student Association of Science Faculty)
- 學生會數學學會 (Students' Union Mathematics Society)
- 學生會社會科學院四系學生聯會 (Students' Union The Association of Quaternary Societies of Faculty of Social Sciences)
- 學生會社會政策學會 (Students' Union Social Policy Society)（被凍結）
- 學生會工商管理學會 (Students' Union Business Management Society)
- 學生會經濟學系系會 (Students' Union Economics Society)（被凍結）
- 學生會人力資源管理學會 (Students' Union Human Resources Management Society)
- 學生會管理資訊系統學會 (Students' Union Management Information Systems Society)（被凍結）
- 學生會人力資源學會 (Students' Union Society of Human Resources)（被凍結）
- 學生會市場策略學會 (Students' Union Strategic Marketing Society)（被凍結）
- 學生會新媒體及影視創意寫作學科學會 (Students' Union Creative Writing for Film, Television and New Media Student Society)（被凍結）
- 學生會綜合傳播管理學學會 (Students' Union Integrated Communication Management Student Society)（被凍結）
- 學生會視覺藝術學會 (Students' Union Visual Arts Student Society)
- 學生會環境及資源管理學學會 (Students' Union Environment and Resources Management Society)（被凍結）
- 學生會創業學會 (Students' Union Entrepreneurship Society)（被凍結）
- 學生會電影學院(高級文憑)學生會 (Students' Union Academy of Film (Higher Diploma) Students' Union)（被凍結）
- 學生會教育學學會 (Students' Union Education Studies Society)
- 學生會管理學高級文憑（運動與健康生活）學會 (Students' Union Society of Higher Diploma in Management (Sport and Healthy Living))
- 學生會護理學會 (Students' Union The Nursing Society)
- 學生會運動及康樂學學會 (Students' Union Sport and Recreation Studies Society)

### 宿生會 (Hall Council)
（截至2021年12月22日）
- 學生會蔡元培堂宿生會 (Student Union Hall Council of Y. P. Cai Hall)
- 學生會楊振寧堂宿生會 (Students' Union Hall Council of C. N. Yang Hall)
- 學生會周樹人堂宿生會 (Students' Union Hall Council of S. R. Zhou Hall)
- 學生會宋慶齡堂宿生會 (Students' Union Hall Council of C. L. Soong Hall)

### 附屬組織 / 興趣學會 (Interest Club)
（截至2021年12月22日）
- 學生會棒壘學會
- 學生會觀鳥學會
- 學生會甘肅可持續服務團
- 學生會無伴奏合唱學會 (Students' Union A Cappella Society)（被凍結）
- 學生會動漫藝術研究學會 (Students' Union Animation and Comic Arts Society)
- 學生會法國德國文化興趣學會 (Students' Union French-German Club)（被凍結）
- 學生會日本文化研究學會 (Students' Union Japanese Culture Club)（被凍結）
- 學生會普通話表演藝術研究社 (Students' Union Mandarin Drama Performance Association)
- 學生會攝影學會 (Students' Union Photographic Association)
- 學生會箭藝會 (Students' Union Archery Club)
- 學生會校園跑團 (Students' Union Campus Run Crew)（被凍結）
- 學生會精武武術學會 (Students' Union Chinese Traditional Martial Art Association)（被凍結）
- 學生會高爾夫球會 (Students' Union Golf Club)（被凍結）
- 學生會山藝歷奇學會 (Students' Union Hiking Explorer Association)
- 學生會居合道學會 (Students' Union Iaido Club)（被凍結）
- 學生會劍道學會 (Students' Union Kendo Club)
- 學生會合球會 (Students' Union Korfball Club)（被凍結）
- 學生會登山協會 (Students' Union Mountaineering Association)
- 學生會定向會 (Students' Union Orienteering Club)（被凍結）
- 學生會保齡球學會 (Students' Union Society of Bowling)（被凍結）
- 學生會體育舞蹈學會 (Students' Union Society of Dance Sport)（被凍結）
- 學生會泰拳及拳擊學會 (Students' Union Society of Muay Thai and Boxing)（被凍結）
- 學生會健康體適能學會 (Students' Union Society of Fitness and Health)
- 學生會運動攀登學會 (Students' Union Sports Climbing Club)（被凍結）
- 學生會欖球學會 (Students' Union Rugby Club)（被凍結）
- 學生會運動康樂大聯盟 (Students' Union the United Association of Sports and Entertainments)
- 學生會創行學會 (Students' Union ENACTUS)（被凍結）
- 學生會投資學會 (Students' Union The Investment Society)（被凍結）
- 學生會普通話辯論隊 (Students' Union Mandarin Debate Team)
- 學生會養生學會 (Students' Union Chinese Health Care Society)
- 學生會中國策略棋牌學會 (Students' Union Chinese Tile-based Game Society)
- 學生會神秘學學會 (Students' Union Mystic Society)（被凍結）
- 學生會解謎學會 (Students' Union The Riddlebusters)
- 學生會閃避球學會 (Students'  Union Dodgeball Club)
- 學生會電子競技學會 (Students' Union Esports Society)
- 學生會羽毛球學會 (Students' Union Badminton Society)
- 學生會英文辯論學會 (Students' Union English Debating Society)

## 評議會
評議會乃負責一切立法及監察事宜之權力機構。評議會定期召開常務會議，按需要召開非常會議及通過常設委員會，討論校政，外務，幹事會及編輯委員會之工作，推動學生會發展

### 第五十三屆評議會成員名單
| 香港浸會大學學生會第五十三屆評議會成員名單 |        |                                  |
| 職位                                       | 姓名   | 代表組織                         |
| 評議會主席                                 | 周頌天 | 去屆評議會                       |
| 評議會副主席                               | 葉梓賢 | 普選評議員                       |
| 評議會秘書                                 | 胡凱仁 | ／                               |
| 普選評議員                                 | 葉梓賢 | 普選評議員                       |
| 當然評議員                                 | 雷樂希 | 去屆評議會主席                   |
| 當然評議員                                 | 王裕鑫 | 去屆總編輯                       |
| 委任評議員                                 | 林穎澤 | 去屆幹事會                       |
| 委任評議員                                 | 張天承 | 去屆編輯委員會                   |
| 評議員                                     | 鍾顥琳 | 宋慶齡堂宿生會代表               |
| 評議員                                     | 施忻彤 | 楊振寧堂宿生會代表               |
| 評議員                                     | 廖凱霖 | 周樹人堂宿生會代表               |
| 評議員                                     | 陳詩穎 | 蔡元培堂宿生會代表               |
| 評議員                                     | 張月華 | 文學院學生會代表                 |
| 評議員                                     | 張耀輝 | 理學院學生聯會代表               |
| 評議員                                     | 溫學蘊 | 工商管理學會                     |
| 評議員                                     | 林嘉寶 | 人力資源管理學會                 |
| 評議員                                     | 黃正康 | 社會科學院四系學生聯會           |
| 評議員                                     | 林韻妍 | 經濟學系系會代表                 |
| 評議員                                     | 梁凱淳 | 視覺藝術學會                     |
| 評議員                                     | 李珮兒 | 管理學高級文憑運動與健康生活學會 |

第五十二屆評議會成員名單
| 香港浸會大學學生會第五十二屆評議會成員名單 |        |                            |
| 職位                                       | 姓名   | 代表組織                   |
| 評議會主席                                 | 雷樂希 |                            |
| 評議會副主席                               | 郭鎮灝 |                            |
| 評議會秘書                                 | 余旻姍 |                            |
| 普選評議員                                 | 周頌天 |                            |
| 普選評議員                                 | 曾嘉俊 |                            |
| 委任評議員                                 | 何珈熹 |                            |
| 評議員                                     | 譚銘溢 | 文學院學生會代表           |
| 評議員                                     | 張耀輝 | 理學院學生聯會代表         |
| 評議員                                     | 伍海欣 | 工商管理學會代表           |
| 評議員                                     | 李翎筠 | 管理資訊系統學會代表       |
| 評議員                                     | 何鈺敏 | 人力資源管理學會代表       |
| 評議員                                     | 麥天轅 | 社會科學院四系學生聯會代表 |
| 評議員                                     | 梁凱淳 | 視覺藝術學會代表           |
| 評議員                                     | 劉鳳儀 | 綜合傳播管理學學會代表     |
| 評議員                                     | 鄺靖天 | 教育學學會代表             |
| 評議員                                     | 葉沁怡 | 楊振寧堂宿生會代表         |
| 評議員                                     | 温翠翠 | 宋慶齡堂宿生會代表         |
| 評議員                                     | 周淑媛 | 蔡元培堂宿生會代表         |
| 評議員                                     | 陳曉晴 | 周樹人堂宿生會代表         |

第五十一屆評議會成員名單
| 香港浸會大學學生會第五十一屆評議會成員名單 |        |                            |
| 職位                                       | 姓名   | 代表組織                   |
| 評議會主席                                 | 雷樂希 |                            |
| 評議會副主席                               | 劉子頎 |                            |
| 評議會秘書                                 | 周佩嫻 |                            |
| 普選評議員                                 | 何珈熹 |                            |
| 當然評議員                                 | 何浩賢 |                            |
| 當然評議員                                 | 黃浚軒 |                            |
| 委任評議員                                 | 黃永強 |                            |
| 委任評議員                                 | 麥筠瑋 |                            |
| 評議員                                     | 郭鎮灝 | 社會科學院四系學生聯會代表 |
| 評議員                                     | 譚銘溢 | 文學院學生會代表           |
| 評議員                                     | 陳雅瑩 | 視覺藝術學會代表           |
| 評議員                                     | 郭家俊 | 理學院學生聯會代表         |
| 評議員                                     | 李梓軒 | 數學學會代表               |
| 評議員                                     | 鄧宛珊 | 經濟學系系會代表           |
| 評議員                                     | 劉蘊盈 | 工商管理學會代表           |
| 評議員                                     | 蔡文懿 | 管理資訊系統學會代表       |
| 評議員                                     | 練家慧 | 人力資源管理學會代表       |
| 評議員                                     | 黃曉彤 | 楊振寧堂宿生會代表         |
| 評議員                                     | 潘敏   | 周樹人堂宿生會代表         |
| 評議員                                     | 李佩燁 | 宋慶齡堂宿生會代表         |
| 評議員                                     | 王嘉琪 | 蔡元培堂宿生會代表         |

### 第五十屆評議會成員名單
| 香港浸會大學學生會第五十屆評議會成員名單 |        |                              |
| 職位                                     | 姓名   | 代表組織                     |
| 評議會主席                               | 黃浚軒 | 去屆幹事長                   |
| 評議會副主席                             | 鍾梓儀 | 去屆總編輯                   |
| 評議會秘書                               | 黃永強 | ／                           |
| 普選評議員                               | 蔡泳嘉 | ／                           |
| 普選評議員                               | 葉梓翀 | ／                           |
| 普選評議員                               | 高雋奇 | ／                           |
| 普選評議員                               | 湯偉圓 | ／                           |
| 普選評議員                               | 黃健航 | ／                           |
| 普選評議員                               | 何珈熹 | ／                           |
| 評議員                                   | 譚浩軒 | 宋慶齡堂宿生會代表           |
| 評議員                                   | 周佩嫻 | 楊振寧堂宿生會代表           |
| 評議員                                   | 潘敏   | 周樹人堂宿生會代表           |
| 評議員                                   | 陳威衡 | 蔡元培堂宿生會代表           |
| 評議員                                   | 葉蘊賢 | 文學院學生會代表             |
| 評議員                                   | 刁嘉慶 | 理學院學生聯會代表           |
| 評議員                                   | 鄧梓娸 | 數學學會代表                 |
| 評議員                                   | 黃卓盈 | 社會科學院四系學生聯會代表   |
| 評議員                                   | 鄺灝朗 | 視覺藝術學會代表             |
| 評議員                                   | 梁皓添 | 工商管理學會代表             |
| 評議員                                   | 林韻妍 | 經濟學系系會代表             |
| 評議員                                   | 林敏婷 | 管理資訊系統學會代表         |
| 評議員                                   | 李浩詩 | 人力資源管理學會代表         |
| 評議員                                   | 謝詠姍 | 電影學院(高級文憑)學生會代表 |

| 已離任     |        |                |
| 當然評議員 | 陳顥泓 | 去屆評議會主席 |

### 第四十九屆評議會成員名單
| 香港浸會大學學生會第四十九屆評議會成員名單 |        |                                  |
| 職位                                       | 姓名   | 代表組織                         |
| 評議會主席                                 | 陳顥泓 | 去屆評議會                       |
| 評議會副主席                               | 范景熙 |                                  |
| 評議會秘書                                 | 胡舒婷 | 蔡元培堂宿生會代表               |
| 當然評議員                                 | 麥智軒 | 去屆評議會主席                   |
| 當然評議員                                 | 曾健鋒 | 去屆總編輯                       |
| 委任評議員                                 | 羅子豐 | 去屆編委會代表                   |
| 評議員                                     | 陳曉彤 | 楊振寧堂宿生會代表               |
| 評議員                                     | 梁壹銘 | 周樹人堂宿生會代表               |
| 評議員                                     | 梁文憙 | 宋慶齡堂宿生會代表               |
| 評議員                                     | 葉蘊賢 | 文學院學生會代表                 |
| 評議員                                     | 刁嘉慶 | 理學院學生聯會代表               |
| 評議員                                     | 陳偉健 | 數學學會代表                     |
| 評議員                                     | 謝紫欣 | 工商管理學會代表                 |
| 評議員                                     | 陳朗軒 | 經濟學系系會代表                 |
| 評議員                                     | 莊美月 | 管理資訊系統學會代表             |
| 評議員                                     | 李浩詩 | 人力資源管理學會代表             |
| 評議員                                     | 陳珮蔚 | 市場策略學會代表                 |
| 評議員                                     | 葉明皓 | 社會科學院四系學生聯會代表       |
| 評議員                                     | 伍宏軒 | 社會政策學會代表                 |
| 評議員                                     | 林思朗 | 綜合傳播管理學學會代表           |
| 評議員                                     | 覃朝龍 | 新媒體及影視創意寫作學科學會代表 |
| 評議員                                     | 麥永揚 | 視覺藝術學會代表                 |

- 去屆幹事長：陳思豪（當然評議員）（已辭任）
- 去屆幹事會代表：劉宛昌（委任評議員）（已辭任）

### 常設委員會
- 行政委員會 (Administration Committee)

行政委員會乃評議會轄下的行政組織，負責處理評議會日常行政運作，包括擬定評議會全年財政預算、訂定議程、商議評議會會議時間表以及評議會各常設委員會的工作計劃、提交行政委員會工作報告、財政報告。評議會之行政委員會，由評議會正、副主席、常設委員會主席及其他經評議會委任之評議員組成，商討評議會運作。
- 秘書處 (Secretariat)

秘書處乃評議會轄下檔案系統管理、文件處理及評議會評議員身份核實組織，負責評議會會議紀錄、各會議文件之準備、評議會內各常設委員會之文件保存及於評議會常務會議及非常會議內，核實所有評議會評議員之身份等工作。
- 章則委員會 (Constitution Committee)

章則委員會，乃根據「香港浸會大學學生會會章」所成立之常設委員會，負責協助評議會制定、修改學生會會章草案，制定、修改會章附則等事宜。
- 財務委員會 (Finance Committee)

財務委員會負責協助學生會評議會及其屬下各組織之財務事宜，職責為對學生會屬下各組織所提交之財務預算案及報告提供意見、監察各附屬組織之資助申請、制定財務規條及有關學生會財務之附則、監察學生會屬下各組織之財務狀況及資金運用，以及就學生會內一切財務事宜向評議會提供意見。
- 監察委員會 (Monitoring Committee)

監察委員會主責監察學生會內各架構之日常事務及工作事宜，針對幹事會之會議紀錄、決議案及出席表，以及審議兩會之工作進程，為其提供行政建議。
- 選舉委員會 (Election Committee)

設立選舉委員會使幹事會、評議會及編輯委員會選舉能公平順利地進行。選舉委員會負責處理一切有關選舉事務，包括提名、投票、點票、投訴及其他和選舉有關事宜，並編排一切有關選舉工作時間表、監察候選人及其助選團的活動，並在選舉過程中向評議會提供有關資料。
- 轄下組織管理委員會 (Affiliated Societies Management Committee)

轄下組織管理委員會為專責處理學生會附屬組織之常設委員會，如處理學會成立、學會遷冊、抽查學會日常事務及財務狀況。
- 大學事務委員會 (University Affairs Committee)

大學事務委員會為學生會決策大學事務方向的常設委員會，職責包括研究大學為學生提供的福利、以浸大學生會名義發表聲明回應校政事宜、協調大學各委員會學生代表的工作及溝通，並為學生會整理大學各委員會的學生代表及處理事項。
- 社會事務委員會 (Social Affairs Committee)

社會事務委員會為學生會決策社會事務方向的常設委員會，職責包括向香港浸會大學同學宣揚民主自治概念、鼓勵同學認識社會、關心世界，與各學生組織保持聯繫，及以浸大學生會名義發表聲明回應社會事宜。

## 設施

### 善衡校園

#### 楊瑞生紀念館
- 學生會室（善衡校園）
- 編輯委員會辦公室
- 評議會議事廳
- 福利合作社
- 民主牆及吿示版

### 逸夫校園
- 民主牆及吿示版

### 浸會大學道校園

#### 教學及行政大樓
- 學生會室（浸會大學道校園）
- 學生會影印室
- 福利合作社
- 民主女神像

#### 賽馬會師生活動中心
- 福利合作社（已結業）
- 民主牆及吿示版

### 石門校園
- 民主牆

## 著名成員
- 侯叔祺：第十一屆會長、香港旅遊業議會前主席、香港入境團旅行社協會前主席及香港海洋公園前董事
- 曾國豐：第二十六屆會長、公民黨成員、國泰航空空中服務員工會總幹事
- 梁錦威：第三十九屆署理會長及評議會主席、前葵青區議員、前街坊工友服務處成員
- 譚家浚：第四十八屆評議會主席、前公民黨成員、前葵青區議員
- 袁澧林（Angela Yuen）：第四十七屆公關幹事、模特兒、影視紅星

## 外部連結
- 學生會網站 （页面存档备份，存于）
- 幹事會 （页面存档备份，存于）
- 評議會 （页面存档备份，存于）
- 編委會 （页面存档备份，存于）
- 仲議會 （页面存档备份，存于）